# Michał Hieronim Czacki
Michał Hieronim Czacki herbu Świnka (ur. 2 września 1693, zm. w 1745 w Porycku) – kasztelan wołyński w latach 1740–1745, stolnik wołyński w latach 1713–1740, łowczy wołyński w 1713 roku, rotmistrz królewski, rotmistrz pancerny, starosta płoskirowski, marszałek sejmiku elekcyjnego województwa bełskiego w 1730 roku.
Był posłem na sejm 1720 roku, sejm  1722 roku i 1729 roku z województwa wołyńskiego.  Poseł województwa czernihowskiego na sejm 1724 roku, sejm 1732 roku i sejm zwyczajny pacyfikacyjny 1735 roku.